# دیالیز صفاقی
دیالیز صفاقی (PD) نوعی دیالیز است که از صفاق در شکم شخص به عنوان غشایی استفاده می‌شود که از طریق آن مایعات و مواد حل شده با خون رد و بدل می‌شوند. برای از بین بردن مایعات اضافی، و رفع مشکلات الکترولیت و از بین بردن سموم در افراد با نارسایی کلیه استفاده می‌شود. دیالیز صفاقی نتایج بهتری نسبت به همودیالیز طی دو سال اول دارد. مزایای دیگر شامل انعطاف‌پذیری بیشتر و تحمل بهتر در افراد دارای بیماری قلبی قابل توجه است.
عوارض ممکن است شامل التهاب صفاق، فتق، هیپرگلیسمی، خونریزی در شکم باشد. استفاده در کسانی که جراحی قبلی قابل توجه شکم یا بیماری التهابی روده دارند ممکن نیست. این کار به نوعی مهارت فنی نیاز دارد که به درستی انجام شود.
در دیالیز صفاقی، یک محلول خاص از طریق یک لوله دائمی در قسمت تحتانی شکم وارد شده و سپس خارج می‌شود؛ که ممکن است در فواصل منظم در طول روز اتفاق بیفتد. محلول به‌طور معمول از سدیم کلرید، کربنات هیدروژن و یک عامل اسمزی مانند گلوکز ساخته می‌شود.
دیالیز صفاقی برای اولین بار در دهه ۱۹۲۰ انجام شد. با این حال، استفاده طولانی مدت تا سالهای ۱۹۶۰ به کار نمی‌رفت. راه حل مورد استفاده برای دیالیز صفاقی در فهرست داروهای ضروری سازمان بهداشت جهانی که ایمن‌ترین و موثرترین داروهای مورد نیاز در یک نظام سلامت است قرار دارد. در ایالات متحده دیالیز صفاقی هزینه ای در حدود ۵۳٫۴۰۰ دلار در هر سال برای دولت دارد. از سال ۲۰۰۹، دیالیز صفاقی در ۱۲ از ۵۳ کشور آفریقایی موجود بود.

## استفاده
در یک نظرسنجی در سراسر جهان در سال ۲۰۰۴ در بیماران مبتلا به بیماری کلیوی در مرحله انتهایی، تقریباً ۱۱٪ نسبت به همودیالیز بسیار متداول، PD را دریافت کردند. در هنگ کنگ و مکزیک میزان PD بیشتر از میانگین جهانی است، مکزیک بیشتر دیالیز خود را (۷۵٪) از طریق PD انجام می‌دهد، در حالی که ژاپن و آلمان نرخ پایین‌تر از میانگین جهانی دارند.